# Parasuta monachus
Parasuta monachus là một loài rắn trong họ Rắn hổ. Loài này được Storr mô tả khoa học đầu tiên năm 1964.